# Julie's Haircut
Julie's Haircut es una banda italiana de rock originaria de Sassuolo, Italia. Fue formada en el año de 1994.

## Historia

### Primeros años (1994-1998)
Julie's Haircut nació en 1994 en Sassuolo en la Provincia de Módena, en un principio en la primera formación de tres elementos: Nicola Caleffi, guitarra y voz, Lucas Giovanardi, batería y voz, Laura Storchi, bajo y voz. Para una buena parte a mediados de los 90, la banda grabó varios demos y participa en numerosas actuaciones en directo de su área local. 
En 1995, Luca Giovanardi se convierte en el segundo guitarrista de la banda, con la entrada de Giancarlo Frigieri en la batería, dos años más tarde reemplazado por Robert Morselli. En 1998 la banda logra un contrato con el sello discográfico Gamma Pop.

### El debut y el éxito (1999-2003)
En 1999 lanzaron su primer álbum de estudio debut titulado "Fever in the Funk House" producido por Gamma Pop. El álbum, una mezcla de garage rock, la psicodelia, el noise y melodías pop, es aclamado por la crítica como uno de los mejores debuts indie rock italianos, se inserta por la revista "Rumore" entre los 50 mejores discos en la guía del "Rock de los 90 italianos". 
Con el comienzo del nuevo milenio, Julie's Haircut que inició sus actividades en directo intercontinental, publicar una serie de EP y marcar entradas en la formación del grupo con el multi-teclista Antigui Fabio Vecchi "Reverendo".
El segundo álbum de estudio "Stars Never Looked so Bright" fue lanzado en 2001 bajo el sello Gamma Pop, combina los elementos del álbum anterior con un sonido más conmovedor, lo que refleja el amor del grupo por la música de los años 60 en el desarrolló del grupo.

### Etiqueta de cambio y el día de hoy (2003-presente)
En 2003, después de pasarse a una nueva disquera Homesleep Records, Julie's Haircut lanzó su tercer álbum titulado, "Adult Situations" en la cual mezcla la psicodelia se compenetraron de una manera más personal. 
En 2005 , con la adición de nuevos miembros Andrea Scarfone de guitarra, bajo y efectos de sonido, la música de Julie's Haircut cambio a un sonido más experimental, más centrado en la improvisación libre y montaje sonoro, sin perder el contacto con la ranura que tiene caracterizado su música desde la formación del grupo. 
En 2006 salió su cuarto álbum de estudio "After Dark My Sweet", que tuvo la colaboración del grupo Sonic Boom.
En 2009 la banda terminó la grabación del quinto álbum de estudio titulado "Our Secret Ceremony", publicado el 4 de febrero de 2009 por la disquera A Silent Place. 
A finales de 2009 el grupo estuvo de gira con el grupo Mariposa en la gira "Concerto Grosso". Para la ocasión, las dos bandas juntas grabaron la canción "In A Silent Way It's About That Time" de Miles Davis junto con el álbum del grupo Mariposa "Sombrero Mescalero" y una reinterpretación hecha por Julie's Haircut de la película Escape from New York del director John Carpenter. Este CD nunca se comercializó, pero se detectó sólo en los conciertos de la gira en aquel entonces. 
En 2010 la ciudad de Carpi, Provincia de Módena hizo un registro y petición a Lou Reed durante la exposición "Storie di (Stra)ordinaria Scrittura", que se celebró en marzo. Ese mismo año, con la participación de Peter Hook rindieron un homenaje a Joy Division del álbum Unknown Pleasures, en Reggio Emilia. 
El grupo realizó una compilación que incluye, un cover del sencillo "The Tarot" de la película La montaña sagrada de Alejandro Jodorowsky y "Venaga o Venezia Venaga" del compositor italiano Nino Rota de la película "Casanova" se publica en junio de 2011 por el sello Gamma Pop Records restaurado después de una quiebra de la empresa.
En el 2013 sacaron su séptimo álbum de estudio titulado "Ashram Equinox", bajo los sellos de Woodworm Music, Santeria y Crash Symbols.
En febrero de 2017 sacaron su octavo álbum de estudio titulado "Invocation And Ritual Dance Of My Demon Twin".

## Integrantes

### Formación actual
- Nicola Caleffi - vocal, guitarra
- Luca Giovanardi - vocal de apoyo, guitarra, teclados, bajo
- Andrea Rovacchi - teclados
- Andrea Scarfone - bajo, guitarra, efectos de sonido
- Ulisse Tramalloni - batería, percusión
- Laura Agnusdei - saxofón

### Exintegrantes
- Roberto Morselli - batería, percusión (1998 - 2010)
- Giancarlo Frigieri - batería, percusión (1994 - 1998)
- Laura Storchi - bajo, teclados, vocal de apoyo (1994 - 2006)
- Laura Sghedoni - bajo, vocal de apoyo (2006 - 2007)
- Mara Mariani - bajo, vocal de apoyo (2007)
- Fabio Vecchi "Reverendo" - órgano, sintetizador, sample, corno inglés, mandoloncello (1999 - 2005)

## Discografía

### Álbumes de estudio
- 1999: "Fever in the Funk House" (Gamma Pop)
- 2001: "Stars Never Looked So Bright" (Gamma Pop)
- 2003: "Adult Situations" (Homesleep Music/Sony)
- 2005: "Home Enviroment" (Homesleep)
- 2006: "After Dark My Sweet" (Homesleep Music/Audioglobe)
- 2009: "Our Secret Ceremony" (A Silent Place)
- 2013: "Ashram Equinox" (Woodworm/Santeria/Crash Symbols)
- 2017: "Invocation and Ritual Dance of My Demon Twin" (Rocket Recordings)
- 2019: "Music From the Last Command" (42 Records)
- 2019: "In the Silence Electric" (Rocket Recordings)

### EP
- 1998: "Sexpower (Aua Records)
- 1998: "I'm in Love with Someone Older Than Me" (Gamma Pop)
- 1999: "Everyone Needs Someone to Fuck" (Gamma Pop/Superlove)
- 2000: "I Wanna Be a Pop Rock Star! - The Plague of Alternative Rock" (Gamma Pop/Superlove)
- 2001: "Everything Is Alright" (Gamma Pop/Superlove)
- 2001: "Set The World on Fire" (Gamma Pop/Superlove)
- 2001: "The Black Christmas E.P." (Gamma Pop/Superlove)
- 2003: "The Power of Psychic Revenge" (Homesleep)
- 2004: "Marmalade" - (Remix) (Homesleep)
- 2012: "The Wildlife Variations" (WoodWorm/Trovarobato/Superlove)

### Recopilaciones
- 1998 - Julies vs.the WWW in Argos
- 1999 - Noel Damon & Me, Weak Shoulders in Sub Vol.1
- 2003 - Summer Babe in Everything Is Ending Here (tributo a Pavement)
- 2004 - New World Rising in Losing My Religion n.3
- 2004 - Your Aural Shape in Losing Today n.2
- 2004 - You Have to Be Joking in Sub - Indies Against In(vi)die
- 2005 - Julie's Haircut/Judah Split 7. single, Black Candy/Superlove
- 2007 - Julie's Haircut with Sonic Boom: U-Waves 10"/CD EP, A Silent Place/Superlove
- 2008 - A Huge Ever Growing Pulsating Brain That Rules From The Center Of The Ultraworld in Post-Remixes vol.1
- 2009 - Julie's Haircut with Mariposa: Concerto Grosso tour gift CD-R, "Concerto Grosso"
- 2011 - Julie's Haircut play Jodorowsky & Rota 10", Gamma Pop/Ghost Records/Superlove
- 2013 - Downtown Love Tragedies (pt. 1 & 2) split 7" single, Gamma Pop

### Apariciones en festivales
- Extra Festival (main stage), Torino - 2001
- Rockaralis (main stage), Cagliari - 2001
- Tora! Tora! Festival - 2002-2004
- Mtv Brand New Tour - 2002
- Goa-Boa Festival, Génova - 2003
- Invasioni Festival, Cosenza - 2004
- Independent Days Festival (main stage), Bologna - 2004
- IPO Festival, Liverpool sonando al famoso Cavern Club - 2005
- Arezzo Wave Love Festival, Arezzo - 2006
- Traffic Festival, Torino - 2006
- Eurosonic Festival, Groninga, Holanda - 2007
- MI AMI Festival, Milano - 2009
- Italia Wave Love Festival, Livorno - 2009
- Sonic Visions, Luxemburgo - 2009
- 13.ª edición Festival Castel Dei Mondi - 2009
- Transmissions VI por Daniel O'Sullivan, Ravenna - 2013
- Copenhagen Psych Fest, Copenhague - 2016
- Liverpool Psych Fest, Liverpool - 2017
- Rocket 20 at The Garage, Londres- 2018